# Stazione di Rogliano Serra
La stazione di Rogliano Serra è una fermata ferroviaria posta sulla linea Cosenza-Catanzaro Lido. Serve il centro abitato di Rogliano.

## Movimento
La fermata è servita dai treni delle Ferrovie della Calabria in servizio sulla relazione Cosenza-Marzi.